# Thiago Borbs
Thiago Basante Borbolla, mais conhecido como Borbs (São Paulo, 18 de novembro de 1983), é um jornalista e apresentador de televisão brasileiro.

## Biografia
Nasceu e cresceu no Tatuapé, em São Paulo. Borbs começou a mexer com computadores aos 11 anos e logo depois já estava começando a rascunhar seus primeiros sites (ou esboços do que seriam sites). Junto com seu amigo Leandro Sambini. criou o Covers de Alface Vegetables Association, no Mandic BBS, e depois o Hzets Fan Page, alcançando o Top10 no iBest.
No ano de 2000, apenas com 16 anos e ainda ao lado de Leandro, criou o CuDoJudas, que viria a se transformar no site Judão, que ficou no ar por cerca de 20 anos, até 8 de agosto de 2020, sendo um dos maiores portais de entretenimento e cultura pop do Brasil. Durante a sua existência, o Judão fez parte de diversos portais brasileiros, como Terra, R7 e Vírgula.
Em junho de 2009, o Judão passou a fazer parte do conteúdo do Portal MTV. Isso abriu portas para que, em janeiro de 2010, ele virasse o correspondente nerd do MTV na Praia, onde Borbs dava dicas de coisas que um nerd poderia fazer nas férias, enquanto todo o resto do mundo só quer saber de praia. O sucesso foi tanto que, em abril, foi chamado para fazer testes como VJ e em maio estreou ao lado de Marina Santa Helena na frente do Fiz na MTV (programa voltado para produções independentes de vídeos) na MTV Brasil.
Fora o Fiz, Borbs também apareceu na MTV como repórter de games do Scrap MTV, fez matérias diversas para o Notícias MTV, e também foi responsável pelo link ao vivo do MTV Debate.
Em 2015, dublou um dos rebeldes no game Star Wars Battlefront.
Entre 2015 e 2020, o jornalista apresentou o podcast Asterisco, hospedado pelo Judão, com temas e convidados relevantes no cenário da cultura pop brasileira.
Também assinou textos no BuzzFeed Brasil, Papel Pop e Superinteressante.
Já comentou o Emmy Awards, pelo canal TNT.
Apresentou palestras nos palcos dos eventos YouPix, Pecha Kucha e CCXP.